# Lądowisko Kraków-Czyżyny
Lądowisko Kraków-Czyżyny – lądowisko w Krakowie, położone w północno-wschodniej części miasta, w dwóch jego obszarach: Rakowicach i Czyżynach, w województwie małopolskim, działające od 2003 roku na terenie byłego lotniska Kraków-Rakowice-Czyżyny.
Lądowisko należy do Muzeum Lotnictwa Polskiego, od 2012 roku figuruje w ewidencji lądowisk ULC.
Od 2004 roku miejsce organizowania Małopolskiego Pikniku Lotniczego podczas którego odbywają się pokazy lotnicze (od 2018 roku Urząd Lotnictwa Cywilnego nie wyraża zgody na wykonywanie startów i lądowań przez samoloty z drogi startowej w jego trakcie).
Dysponuje betonową drogą startową o długości 730 m.